# 信濃石井駅
信濃石井駅（しなのいしいえき）は、長野県小県郡丸子町（開業時は旧・小県郡塩川村、現・上田市）塩川にあった上田丸子電鉄丸子線の駅（廃駅）である。丸子線の廃線に伴い1969年（昭和44年）4月20日に廃駅となった。
急行運転列車は通過した。

## 歴史
丸子鉄道の第1期工事路線開業当時、小県郡塩川村地域唯一の駅として開業した。同村の大字石井に設置されたため石井駅となるところだが、旧国名を冠し信濃石井という駅名になったのは他所にも石井という地があるためと思われる。

### 年表
- 1918年（大正7年）11月21日：丸子鉄道大屋駅（後の電鉄大屋駅） - 丸子町駅間開通に伴い開業[2][3]。旅客のみ取扱い[4]。
- 1943年（昭和18年）10月21日：交通統合に伴い上田丸子電鉄丸子線の駅になる[3][5]。
- 1969年（昭和44年）4月20日：丸子線の廃線に伴い廃止となる[2][3]。

## 駅構造
廃止時点で、単式ホーム1面1線を有する地上駅であった。ホームは線路の東側（丸子町方面に向かって左手側）に存在した。転轍機を持たない棒線駅となっていた。
無人駅となっていた。ホームは片流れ屋根の待合所を有していた。

### 大屋鉄橋（千曲川橋梁）
電鉄大屋駅 - 当駅間には千曲川が流れており、「大屋鉄橋」或いは「千曲川橋梁」と呼ばれる鉄橋が架けられていた。この鉄橋は丸子方の2連が曲弦ワーレントラス（丸型アーチ）、大屋方の4連が並行弦ワーレントラス（台形アーチ）という構造となっていた。
建設当時の同鉄橋は、並行弦ワーレントラス4連と、丸子方は平凡なプレートガーダー2連という構造になっていた。しかし1928年（昭和3年）8月の大洪水によって、ガーダー橋部分が流失し、代替として曲弦ワーレントラスが遠く九州から運ばれて来たという。

## 駅周辺
塩川村民にとって丸子町市街地及び上田市街地へ行くのに重宝がられたが、大字石井は依田川を越せば隣接する依田村（現・上田市）の北部地区に接する地域であるため、同村民にも重宝がられた。その依田村は1955年（昭和30年）4月1日に長瀬村とともに丸子町に編入されたが、当駅のある塩川村が丸子町に編入されたのは1956年（昭和31年）9月30日であった。
当駅の丸子町方には、大屋と丸子町を結ぶ幹線道路（丸子線廃止時点では長野県道上田茅野線、現・国道152号）を横切るために、大きな踏切があった。1964年（昭和39年）にそれまでの腕木式から改良され、廃止まで東京などの都会でよく見かける昇降式の踏切が設置されていた。この型の踏切は、上田丸子電鉄の踏切としては唯一であった。
- 国道152号
- 長野県道186号上田塩川線
- 大石橋 - 当線廃止後、大屋鉄橋（千曲川橋梁）を再利用して作られた道路橋[1]。2001年（平成13年）に架け替えられた。
- 依田川

## 駅跡
2010年（平成22年）10月時点では、石井交差点の角付近に位置が特定できた。周囲は駅前の雰囲気が残っていた。
また、1996年（平成8年）時点では、丸子町駅附近から電鉄大屋駅附近までの線路跡は丸子町道（後に上田市道）となっていた。舗装道路となって整備されているため、2007年（平成19年）8月時点では遺構は無かった。2010年（平成22年）10月時点でも道路は健在であった。
大屋鉄橋（千曲川橋梁）は、1996年（平成8年）時点では、丸子線時代そのままの姿で残っており、「大石橋」と名を変え、道路橋として再利用されていた。自動車専用道であったが、幅員も単線鉄道時代のままであったため、橋の出入口に信号機が設置され、片側交互通行となっていた。電車が走っていてもおかしくない風情を残していた。
その後2001年（平成13年）夏に台風13号による洪水で流出などの被害を受けて撤去され、新しい橋に架け替えられた。
曲弦ワーレントラス橋のうちの1つは、丸子地区の総合体育施設内に移設されて「りんどう橋」と名付けられ、施設内を流れる内村川に架橋されている。

## 隣の駅
上田丸子電鉄
丸子線
電鉄大屋駅 - 信濃石井駅 - 下長瀬駅